# Blumenstein
Blumenstein é uma comuna da Suíça, no Cantão Berna, com cerca de 1.178 habitantes. Estende-se por uma área de 15,51 km², de densidade populacional de 76 hab/km². Confina com as seguintes comunas: Därstetten, Forst, Längenbühl, Pohlern, Rüeggisberg, Rüti bei Riggisberg, Uebeschi, Wattenwil.
A língua oficial nesta comuna é o Alemão.